# Fremouw Peak
Fremouw Peak is een 2550 meter hoge bergtop in de Queen Alexandra Range op Antarctica. De bergtop ligt ten zuiden van de monding van de Prebble Glacier.
Fremouw Peak is genoemd naar de poolonderzoeker Edward J. Fremouw.